# معركة ريفولي
معركة ريفولي (بالإنجليزية: Battle of Rivoli)‏ هي أحد أهم معارك الحملة الفرنسية على إيطاليا ضد النمسا. حيث تمكن نابليون بونابرت وجيشه المكون من 23,000 مقاتل من صد هجوم النمساويين الذين قدرت اعدادهم ب28،000 مقاتل. استطعت فرنسا بعد هذه المعركة من السيطرة على شمال إيطاليا بالكامل.